# Elektra/Musician
Elektra/Musician war ein US-amerikanisches Jazz-Label. 
Das Label Elektra/Musician wurde 1982 von Bruce Lundvall als Sublabel von Elektra Records gegründet. Musiker, deren Aufnahmen auf dem Label veröffentlicht wurden, waren Chico Freeman, die Formation Sphere, Freddie Hubbard und The Griffith Park Collection, Charles Lloyd, Bobby McFerrin, Bill Evans und McCoy Tyner, Jazzrock-Musiker wie Lee Ritenour, Grover Washington Jr., Eric Gale, Steps Ahead und Billy Cobham, aber auch Musiker und Bands des Avantgarde Jazz wie das World Saxophone Quartet, Bill Laswell und Wayne Horvitz.
Auf dem Label wurden auch historische Aufnahmen des Bebop von Charlie Parker (One Night in Washington), Lennie Tristano und Dizzy Gillespie wiederveröffentlicht.
1983 gewann es den Kritiker-Poll von Down Beat in der Kategorie Platten-Label.